# Buseck
Buseck est une municipalité allemande située dans l'arrondissement de Giessen et dans le land de la Hesse.